# Melanalis flavalis
Melanalis flavalis är en fjärilsart som beskrevs av George Francis Hampson 1917. Melanalis flavalis ingår i släktet Melanalis och familjen mott. Inga underarter finns listade i Catalogue of Life.